# Corporació Taedonggang

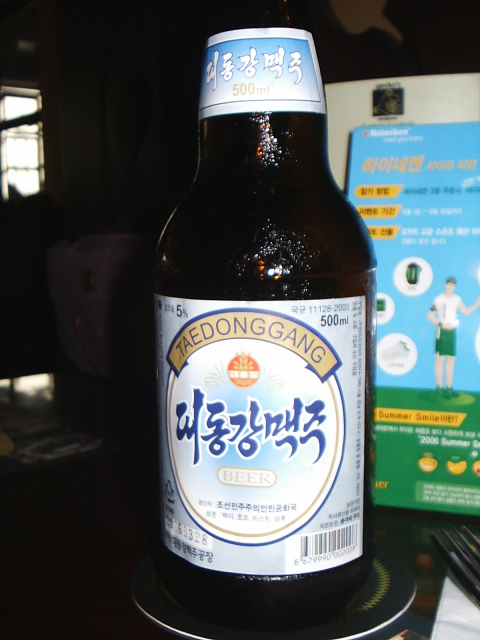
Una ampolla de la cervesa Taedonggang.

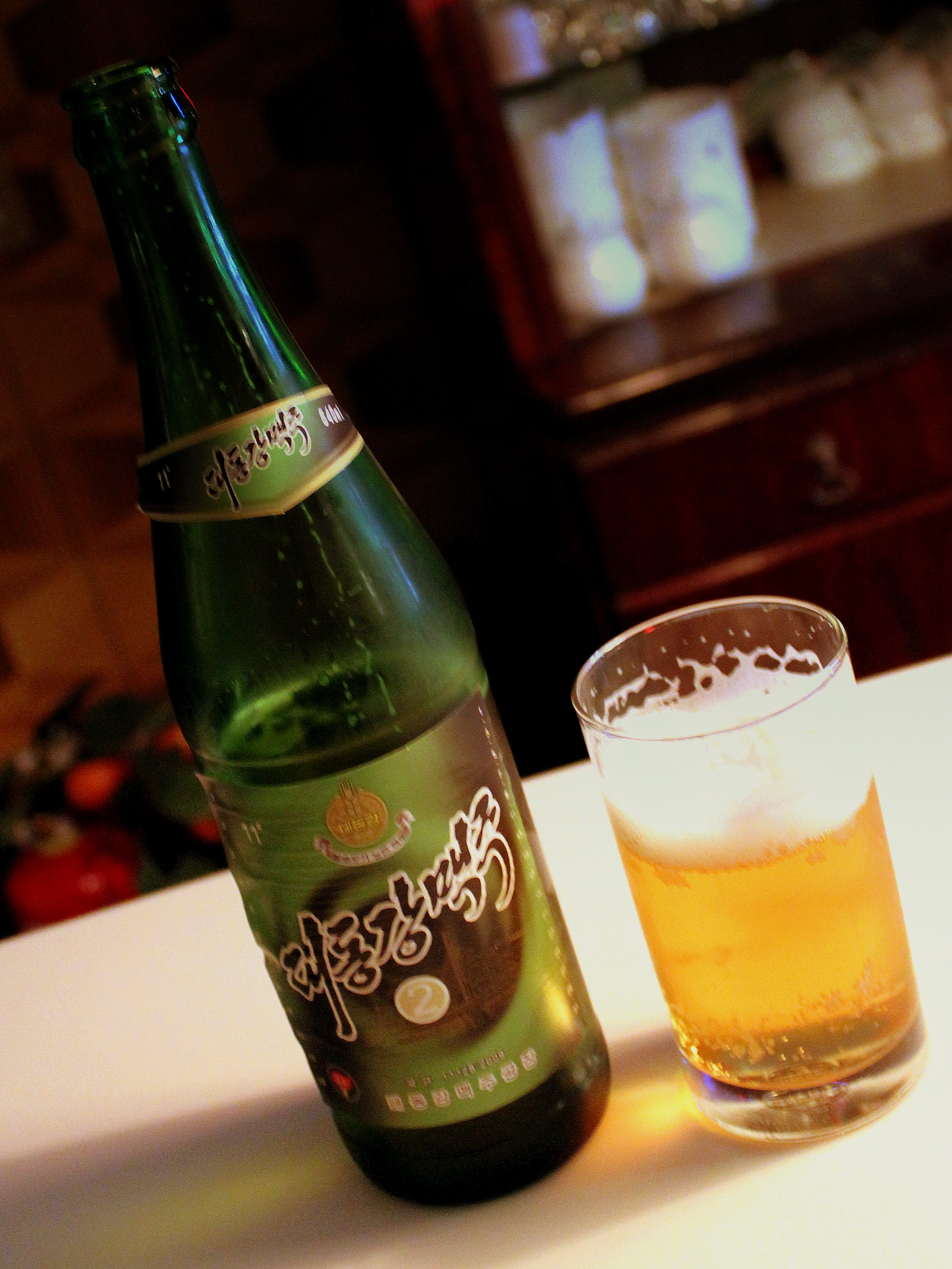
Cervesa Taedonggang.

La Corporació Taedonggang (en coreà: 대동강 맥주) és una companyia de caràcter estatal amb seu a Pyongyang. Actualment distribueix quatre tipus de cervesa dins del país. Taedonggang és una marca de cervesa de Corea del Nord, elaborada per la Corporació Taedonggang.

## Història
L'any 2000, el líder i president de Corea del Nord, Kim Jong-Il, va manar la construcció i d'una fàbrica de cervesa. Atès que en aquella època les seves relacions amb els països occidentals eren positives, el Govern nord-coreà va comprar tot el material de la cerveseria Ushers of Trowbridge (a Trowbridge, Wiltshire) per 1,5 milions de lliures esterlines, juntament amb la tecnologia i maquinària alemanya, per a traslladar-ho a Pyongyang. Taedonggang, que rep el seu nom del riu Taedong, va començar la seva producció el 2002.
La cervesa produïda per la fàbrica nord-coreana té un 5% d'alcohol, i presenta un sabor més amarg que el de les cerveses asiàtiques tradicionals. Està enfocada al mercat intern del país i el 2005 van començar a exportar-se ampolles de Taedonggang a algunes ciutats de Corea del Sud, encara que la seva distribució internacional es va paralitzar poc temps després. Actualment, és gairebé impossible trobar una ampolla d'aquesta cervesa fora de Corea del Nord.
El 2009, Taedonggang va protagonitzar el primer anunci comercial de la televisió de Corea del Nord, un fet que es va considerar històric dins al país. De tota manera, Kim Jong-Il va ordenar paralitzar immediatament aquella pràctica.